# Acuario y museo del mar del Rodadero
El Acuario y museo del mar del Rodadero es un acuario público y un museo marítimo situado en la ensenada Inca Inca frente a la playa El Rodadero en Santa Marta (Colombia). Fue inaugurado en 1965 por el capitán Francisco Ospina Navia.
El acuario es parte de la Red Nacional de Museos de Colombia y parte de ACOPAZOA, la filial colombiana de la Asociación Mundial de Zoológicos y Acuarios. Accesible principalmente en lancha, el acuario cuenta con 13 piscinas con conexión directa con el mar Caribe, y 15 acuarios de vidrio que contienen más de 805 animales que incluyen tiburones, tortugas marinas, delfines, crustáceos, peces y aves marinas, el 98% de los cuales son nativos de la zona. El acuario también contiene una sección de museo que exhibe especímenes disecados y equipamiento náutico, así como una exposición que se centra en la cultura precolombina de los Taironas y su conexión con el mar.